# Gilgenberg am Weilhart
Gilgenberg am Weilhart è un comune austriaco di 1 325 abitanti nel distretto di Braunau am Inn, in Alta Austria.